# 제31회 세자르상
제31회 세자르상은 2006년 12월 25일에 열린 시상식이다.

## 수상 및 후보

### 작품상
- 내 심장이 건너뛴 박동 - 자크 오디아르 수상

### 감독상
- 내 심장이 건너뛴 박동 - 자크 오디아르 수상

### 남우주연상
- 상 드 마르의 방랑자 - 미쉘 부케 수상

### 여우주연상
- 신참 경찰 - 나탈리 베이 수상

### 남우조연상
- 내 심장이 건너뛴 박동 - 닐스 아르스트럽 수상

### 여우조연상
- 사랑은 타이밍! - 세실 드 프랑스 수상

### 외국어영화상
- 밀리언 달러 베이비 - 클린트 이스트우드 수상

### 공로상
- 휴 그랜트 외 1명 수상

## 같이 보기
- 제78회 아카데미상
- 제59회 영국 아카데미 영화상
- 제18회 유럽 영화상